# 森義隆
森 義隆（もり よしたか、1979年2月15日 - ）は、日本の映画監督。埼玉県所沢市出身。株式会社フィルムランド所属。

## 来歴
- 埼玉県立川越高等学校を経て、早稲田大学政治経済学部政治学科を卒業。在学中は演劇サークル劇団てあとろ50’に所属。
- 2001年 番組制作会社テレビマンユニオンに参加[1]。ドキュメンタリー番組を中心に演出をつとめる。
- 2008年 「ひゃくはち」で映画監督デビュー[2]。同作で、第13回新藤兼人賞銀賞、第30回ヨコハマ映画祭新人監督賞を受賞。
- 2012年 「宇宙兄弟」で第16回プチョン国際ファンタスティック映画祭でグランプリ、観客賞をダブル受賞。同年、テレビマンユニオンを退会。テレビ番組、CM作品、演劇作品などの演出も手がける。
- 2017年 「聖の青春」で第31回高崎映画祭 最優秀監督賞。

## 監督作品
- 長編映画
  - ひゃくはち（2008年） - 監督・脚本
  - 宇宙兄弟（2012年）  - 監督
  - 聖の青春（2016年） - 監督
  - パラレルワールド・ラブストーリー（2019年） - 監督
- 短編映画
  - 畳の桃源郷（1999年） - 監督・脚本
  - カル（2000年） - 監督・脚本
  - 怪談満月蛤坂（2021年）-監督・脚本

## テレビ番組
- ガイアの夜明け（テレビ東京）

- ニューロンの回廊（BS日テレ）

- わたしが子どもだったころ（NHK）
  - 「漫才師・中川家」（2007年） — 監督・脚本
  - 「タレント・KABA.ちゃん」（2007年） — 監督・脚本
  - 「作家・戸井十月」（2008年） — 監督・脚本
  - 「医師・鎌田實」（2008年） — 監督
  - 「作家・よしもとばなな」（2010年） — 脚本

- イロドリヒムラ（TBS）
  - 「美しすぎる奇才の風景〜密着60日 ラース日村の映画術〜」(2013年）ー監督

- ヒロシマ 復興を支えた市民たち（NHK）
  - 第１回「鯉昇れ、焦土の空へ」(2014年）ー監督

- ああ、ラブホテル（WOWOW）
  - 第三話 （2015年01月） - 出演：市川由衣、青柳翔、NOAH、藤井望尋　監督：森義隆
  - 第四話 （2015年02月） - 出演：矢柴俊博、岸明日香、竹内力、稲川美代子　監督：森義隆

- 連続ドラマ 「岐阜にイジュー!」（2017年、メ〜テレ）
- 連続ドラマ（WOWOW）
  - バイバイ、ブラックバード（2018年2月17日 - 3月24日）
  - 両刃の斧（2022年11月13日 - 12月18日）
- こころのすし〜ある日の小松弥助〜（2019年）
- 珈琲いかがでしょう（2021年 TX)
- 甲子園のない夏（2020年、NHK)
- ドラマ「仮想儀礼」（2023年　NHK)
- 「フクロウと呼ばれた男」（ディズニープラス ）
- 「母の待つ里」（2024年8月 NHK BS４K)

## 演劇
- 「田園都市線の美人妻」（2012年 サンモールスタジオ） — 演出